# Emmy Destinn
Emmy Destinn, de son vrai nom Emmy Kittl, née Emílie Pavlína Věnceslava Kittlová le 26 février 1878 à Prague, à l'époque en Autriche-Hongrie, et morte le 28 janvier 1930 à Ceske Budejovice en Tchécoslovaquie, est une cantatrice (soprano).

## Biographie

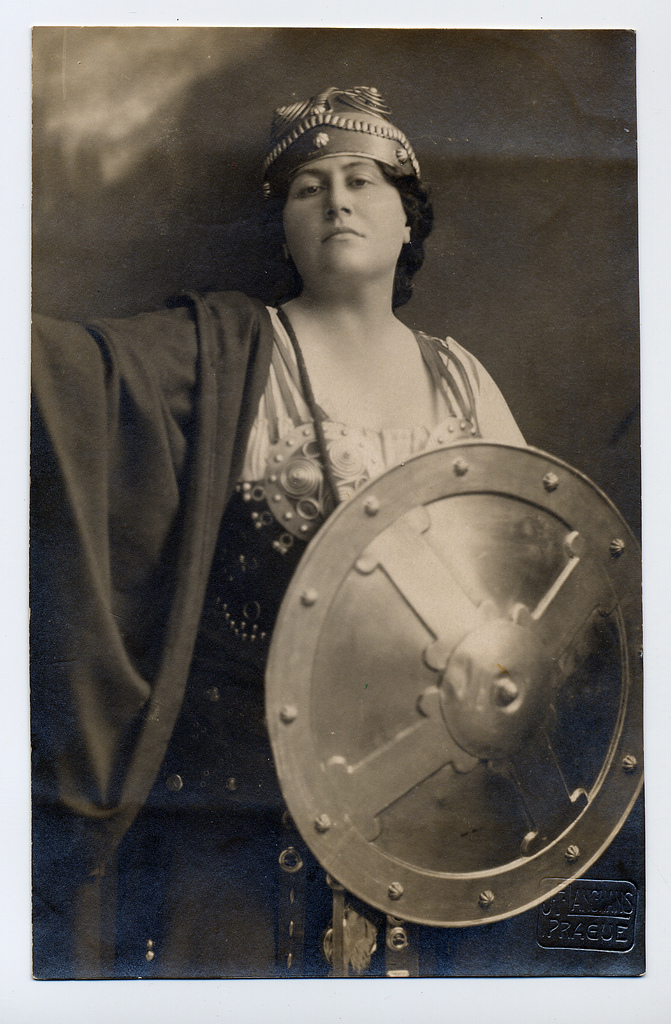
Photo de Jan Nepomuk Langhans.

Emmy Destinn apprend d'abord le violon, puis le chant avec la mezzo Maria Löwe-Destinn, dont elle adopte le nom par reconnaissance. Elle débute à Dresde, puis à Berlin. Elle excelle dans le répertoire italien, mais aussi dans le répertoire wagnérien, et devient la protégée de Cosima Wagner. C'est d'ailleurs à Bayreuth que sa carrière démarre vraiment dans le rôle de Senta, énorme succès en 1901. Elle crée le rôle-titre de Madame Butterfly à Covent Garden en anglais en 1905. Elle chante le rôle-titre lors de la première à Berlin de Salomé de Richard Strauss sous la direction du compositeur. En 1910, elle crée le rôle de Minnie dans La fanciulla del West de Puccini au Metropolitan Opera sous la direction d'Arturo Toscanini avec Caruso. Caruso la demande en mariage, mais elle refuse sa demande pour épouser Dinh Gilly, un baryton français d'Algérie.
En mai 1910, le théâtre du Châtelet donne une série de représentations « italiennes », destinées à la société d'élite qui se trouve réunie à Paris au printemps, avec le concours des grands solistes, Caruso, Emmy Destinn, Louise Homer, Frances Alda, Leo Slezak, Antonio Scotti, des chœurs, du corps de ballet, dans les décors et avec les costumes du Metropolitan Opera venus de New York, avec l'orchestre dirigé par Arturo Toscanini : 
« Parmi les femmes, nous avions l'occasion d'applaudir des voix splendides d'un choix unique comme celle d'Emmy Destinn qu'avait bien voulu prêter Covent Garden et que nous entendîmes avec Caruso dans Aida, Emmy Destinn, dont l'organe, d'une exquise pureté, dont l'art passionné avaient laissé d'impérissables souvenirs dans le cœur de tous ceux qui avaient entendu Salomé au Châtelet... Dès son entrée en scène jusqu'au duo final, Mme Emmy Destinn nous a ravis par sa voix si suave, son incomparable talent de cantatrice, la pureté de son style et l'ardeur dramatique de son jeu ; aussi n'étions-nous pas étonnés du succès « colossal » que lui faisait le public du premier soir, et qui devait se renouveler toutes les fois qu'elle interprétait, en cette saison d'opéra italien, un rôle où elle était de tout point remarquable. »
— Édouard Noël et Edmond Stoullig, Les Annales du théâtre et de la musique, 1911
Elle remporte ses plus grands succès à Londres et New York. Elle revient chanter à Prague à la veille de la guerre 1914-18 dans l'opéra patriotique de Smetana, Libuše. Les autorités autrichiennes l'assignent à résidence pour la durée de la guerre. Elle se met à écrire une pièce dramatique, Rahel. La Tchécoslovaquie devenue indépendante, elle prend le nom d’Ema Destinnová et se fait rare. Elle revient sur scène, continue à se produire en concert, notamment au Met, à Londres, jusqu'en 1926, année où elle fait ses adieux. Elle se retire alors dans son château de Bohême[réf. nécessaire].

## Postérité
- Un film tchèque de 1982, La Divine Emma de Jiří Krejčík, rappelle sa vie.
- Les billets de 2000 couronnes tchèques sont à son effigie.